# 藤井芳春
藤井 芳春（ふじい よしはる、生没年不詳）とは、江戸時代末期の大阪の浮世絵師。

## 来歴
歌川芳梅の門人。姓は藤井、名は喜三郎。大阪の人。歌川を称した。安政2年（1855年）から安政3年（1856年）の頃、中判の役者絵を描いている。代表作として、安政2年7月の筑後芝居『綴大柯文月』に取材した役者絵「かすみのおちよ・中村翫雀」が挙げられる。
同じ時期、江戸に同名の浮世絵師歌川芳春がおり、区別するために藤井芳春と称す。

## 作品
- 「かすみのおちよ・中村翫雀」　中判　錦絵